# SC Kalsdorf
Der SC Kalsdorf ist ein österreichischer Fußballverein aus der steirischen Marktgemeinde Kalsdorf bei Graz und spielt ab der Saison 2025/26 in der Regionalliga Mitte, der dritthöchsten Leistungsklasse in Österreich.

## Geschichte

### Frühe Jahre
Bereits 1938 wurde in Kalsdorf ein Sportplatz eröffnet, zur Gründung des Sportclub Kalsdorf kam es aber erst nach dem Zweiten Weltkrieg. Die Gründungsversammlung wurde am 26. Mai 1946 in einer Privatwohnung abgehalten, erster provisorischer Obmann wurde A. Zepic. Das erste Spiel absolvierte der neugegründete Verein gegen eine Militärmannschaft der britischen Besatzungsmacht. Dressen und Sportschuhe wurden von den Briten zur Verfügung gestellt.

Nach der ersten ordentlichen Hauptversammlung am 26. Jänner 1947 erfolgt die Anmeldung beim Steirischen Fußballverband (StFV), erster ordentlicher Obmann wurde H. Schusterbauer, ein zehnköpfiger Ausschuss wurde eingesetzt. Der Verein nahm von nun an an der Meisterschaft des StFV teil.

### SC Lapp-Finze, Aufstieg und Niedergang
1950 wurde der Vereinsname in SC Lapp-Finze geändert, 1952 erfolgte durch eine Reform der Klasseneinteilung der Aufstieg in die 2. Klasse. Das erste Sportlerheim wurde in Eigenregie errichtet und am 6. September 1953 eröffnet. 1953 konnte der erste Meisterschaftsgewinn in der 3. Klasse gefeiert werden, 1954 erfolgte eine weitere Namensänderung auf WSV Lapp-Finze. 1955 konnte die Meisterschaft in der 2. Klasse gewonnen werden, 1958 in der 1. Klasse.
Für die nun erreichte Unterliga Süd musste nun ein passender Sportplatz, dessen Abmessungen internationalen Standards entsprechen, errichtet werden. Die Eröffnung erfolgte 1960, im gleichen Jahr konnte der erstmalige Aufstieg in die steirische Landesliga fixiert werden, in welcher der Verein 2 Jahre spielte. Nach dem Abstieg 1962 dauerte es bis 1971, bis der Wiederaufstieg gelang. Zwei weitere Jahre später konnte der erstmalige Aufstieg in die Regionalliga Mitte, der damals zweithöchsten österreichischen Leistungsklasse gefeiert werden.
Durch die Ligareform des ÖFB 1974 und der damit einhergehenden Auflösung der Regionalliga Mitte musste der Weg in die Landesliga angetreten werden, 1975 stieg man in die Gebietsliga Graz-Süd-West ab, ein Jahr später in die 1. Klasse, ein weiteres Jahr später in die 2. Klasse.

### Rückbenennung und sportlicher Wiederaufstieg
1981 erfolgt die Rückbenennung in Sportclub Kalsdorf. Die folgenden zwölf Jahre sind von mehreren Wechseln zwischen 2. und 1. Klasse gekennzeichnet, ab 1993 kämpfte sich die Mannschaft wieder langsam nach oben. 1993 Aufstieg in die Unterliga Mitte-West, ein Jahr später Aufstieg in die Oberliga Mitte, 2002 in die steirische Landesliga.
In der Saison 2003/04 spielte Kalsdorf nach 29 Jahren wieder eine Saison in der Regionalliga Mitte. Die Spielklasse konnte aber nicht gehalten werden, somit folgten acht weitere Jahre in der Landesliga, bis 2012 erneut der Aufstieg in die Regionalliga und 2013 der Klassenerhalt geschafft werden konnten.
Nach dem Wiederabstieg in die Landesliga Steiermark 2023 wurde in der Saison 2024/25 der Wiederaufstieg in die Regionalliga Mitte geschafft.

## Sportzentrum
Am 9. September 2007 konnte das neue Sportzentrum eröffnet werden, welches das alte Kabinen- und Duschgebäude aus den 1950er Jahren ersetzte. Das Eröffnungsspiel gegen den SV Wildon ging 0:3 verloren.

## Zweite Mannschaft
Die Mannschaft SC Kalsdorf II nimmt seit der Saison 1995/96 an der steirischen Meisterschaft teil. Im Jahr 2024 wurde der Betrieb der zweiten Kampfmannschaft eingestellt.

## ÖFB-Cup
Der bisher größte Erfolg im ÖFB-Cup am 12. September 2006, als der SCK den Bundesligisten Sturm Graz vor ca. 4300 Zuschauern mit 1:0 besiegte und damit aus dem Bewerb warf, wurde am 24. September 2013 übertroffen, als der Verein im Sechzehntelfinale den Meister und Vorjahresfinalisten FK Austria Wien, trotz numerischer Unterzahl mit 2:1 besiegte. Ein weiterer Triumph war der 2:1 Cuperfolg gegen den Bundesligisten SCR Altach im Jahr 2021. 